# 欧阳姓
歐陽姓或歐陽氏，為漢族複姓之首，在《百家姓》中排名第412位。据2020年中華人民共和國公安部统计，欧阳姓为111.2万人。

## 起源

### 出自姒姓
源于姒姓，出自战国末期楚国给越国句践后裔子蹄的封地，属于以封邑名称为氏。

### 欧阳氏得姓與越國國君
欧阳氏的得姓，大约有2000年的历史。根据《路氏》上的记载说，越王无疆的次子，被封于乌程欧余山的南边，后代中有欧氏，欧阳氏。根据《唐书·宰相世系表》的记载，欧阳姓出自姒姓，夏帝少康的庶子，受封于会稽，传至越王无疆时，为楚国所灭，无疆的儿子蹄，改封乌程欧余山南方，为欧阳亭侯，子孙就以欧阳为氏。
据《郡望百家姓》记载，欧阳氏望族居于渤海郡，就是现在的河北省沧县。由此可见，欧阳氏和欧氏可能同出一源，都是越王无疆的子孙，而越王无疆则是越王勾践的七世孙。换言之，欧阳氏和欧的得姓历史，大致2000年。故欧阳氏后人尊无疆为欧阳姓的得姓始祖。

### 與無餘氏
有部分歐陽氏是春秋时代著名的越王無餘後裔區冶子之後。歐陽氏与欧姓、區姓同出一源，都是越王無餘的子孙，而越王族之區冶子，则是距今2400多年前越王允常同時期。據熊君碑所記敺羊，敺羊即為區冶，古文尚書所記冶艷為陽，即為後來歐陽，歐陽氏最早出現在晉書的歐陽生，據唐宋時期雅言韻語書籍，唐韻及廣韻所記，歐陽複姓出長沙，區姓從春秋至唐朝都是長沙十大姓氏之一，氏族志所記區姓望出渤海郡，《郡望百家姓》歐陽氏望出渤海郡，也是根據區姓之郡望來源。

## 與歐陽氏相關的事件

### 元末明初
据历史文献《宁远县志》的记载，元朝末年，各地农民纷纷起义反抗元朝，当时即有一支欧阳氏家族为主的起义军。在明朝洪武元年(公元1368年)，明太祖朱元璋得天下，曾有意招安欧阳氏军。而欧阳氏拒降，明太祖大怒之下诏令诛灭欧阳氏全族，欧阳氏族人被迫分散逃亡，部分改为单姓“阳氏”以避其灾。
直到后来的明武宗朱厚照执政时期(公元1506～1521年)，明正德三年(公元1508年)的进士并累官至右副都御史、巡抚应天(今江苏南京)等十府的一代名臣阳铎发明了“摊丁入地”之策(即后来明、清朝时期一直实施的“摊丁入亩”之策)，使明王朝税赋大增，明武宗由而大喜，阳铎遂乘机请旨要求恢复原姓，明武宗诏准，从此欧阳氏一族方得以恢复欧阳复姓。

### 台灣日治時期
根據民國71年5月18日中央日報第六版載：在日治時期，歐陽姓的台灣人、金門人部分改為歐姓，因當時日本政府不喜歡華人姓名在四字以上，以便區別，復由於歐陽一姓中之陽字，認應避諱日本之太陽旗，乃強迫歐陽姓氏改為單姓歐。
另于歐陽氏族譜記載：日人在台澎設立戶籍時，將歐陽氏全部強制改為歐氏，後來抗戰時金門淪陷、二次世界大戰新加坡淪陷，兩地的歐陽氏宗親也同樣被改為歐氏。

## 延伸阅读
[在维基数据编辑]
 《百家姓》
 《欽定古今圖書集成·明倫彙編·氏族典·歐陽姓部》，出自陈梦雷《古今圖書集成》